# Marcel Wędrychowski
Marcel Wędrychowski, né le 13 janvier 2002 à Szczecin en Pologne, est un footballeur polonais qui évolue au poste d'ailier droit au Pogoń Szczecin.

## Biographie

### En club
Né à Szczecin en Pologne, Marcel Wędrychowski est notamment formé par le club local du Pogoń Szczecin. C'est avec ce club qu'il joue son premier match en professionnel, le 30 octobre 2019, à l'occasion d'une rencontre de coupe de Pologne face au Stal Mielec. Il entre en jeu à la place de Michális Maniás et son équipe s'incline par deux buts à zéro.
Le 23 janvier 2021, Wędrychowski prolonge son contrat avec le Pogoń Szczecin jusqu'en juin 2024.
Le 31 août 2021, Marcel Wędrychowski rejoint le Górnik Łęczna sous la forme d'un prêt d'une saison. Il se fait remarquer dès son premier match, le 13 septembre 2021 face au Wisła Płock, en championnat, en marquant son premier but en professionnel. Entré en jeu à la place de Bartosz Śpiączka (en), il permet avec son but en fin de partie à son équipe de s'imposer (3-2 score final),.
Il fait ensuite son retour au Pogoń Szczecin à l'été 2022. Le 11 mars 2023 il se distingue lors d'une rencontre de championnat face au Zagłębie Lubin en marquant son premier but pour le club. Entré en jeu à la place de Vahan Bichakhchyan, Wędrychowski donne la victoire aux siens en marquant le seul but de la partie dans le temps additionnel,.

### En sélection
Marcel Wędrychowski joue son premier match avec l'équipe de Pologne espoirs le 8 octobre 2021 contre la Hongrie. Il entre en jeu et marque également son premier but en espoir (2-2 score final).